# Naples revisitée
Pour plus de détails, voir Fiche technique et Distribution.
Naples revisitée (Diario napoletano) est un film documentaire italien réalisé par Francesco Rosi, sorti en 1993.

## Synopsis
À l'occasion d'un débat sur la spéculation immobilière organisé à la Faculté d'architecture de Naples, est projeté le film d'enquête Main basse sur la ville de Francesco Rosi, qui a remporté le Lion d'or à la Mostra de Venise 1963. Trente ans plus tard, le réalisateur décide de retourner à Naples avec ses collaborateurs pour tenter de comprendre à quel point la réalité napolitaine a changé. Comme s'il s'agissait d'un journal intime, Rosi parcourt les rues de la ville en observant leurs dégradations. Il aborde les sujets de la délinquance juvénile et des terribles conséquences du marché de la drogue. Il poursuit en abordant les possibilités futures de développement et d'amélioration de la ville.

## Fiche technique
- Titre français : Naples revisitée[2]
- Titre original : Diario napoletano[3]
- Réalisateur : Francesco Rosi
- Scénario : Raffaele La Capria, Francesco Rosi
- Musique : Piero Piccioni
- Photographie : Pasqualino De Santis
- Montage : Ruggero Mastroianni
- Décors : Carlo Rescigno
- Producteur : Mario Vecchi
- Société de production : Rai Tre
- Pays d'origine :  Italie
- Langue originale : italien
- Format : Couleur - 1,78:1 - Son mono - 35 mm
- Genre : Film documentaire
- Durée : 86 minutes
- Dates de sortie : 
  - Italie : 1993

## Distribution
- Francesco Rosi : Lui-même
- Percy Allum : Lui-même
- Emma Buondonno : Elle-même
- Mirella Capobianco : Elle-même
- Piero Craveri : Lui-même
- Aldo De Chiara : Lui-même
- Giulio De Luca : Lui-même
- Cesare De Seta : Lui-même
- Carlo Fermariello : Lui-même
- Giuseppe Galasso : Lui-même
- Enzo Giustino : Lui-même
- Augusto Graziani : Lui-même
- Amato Lamberti : Lui-même
- Gerardo Marotta : Lui-même
- Franco Ortolani : Lui-même
- Lino Romano : Lui-même
- Massimo Rosi : Lui-même
- Aldo Loris Rossi : Lui-même
- Aldo Schiavone : Lui-même
- Uberto Siola : Lui-même
- Luciano Sommella : Lui-même
- Tullio Spagnuolo Vigorita : Lui-même
- Bruno Zevi : Lui-même